# Telugu Desam Party
Telugu Desam Party este un partid politic din India.
Partidul a fost fondat în anul 1982 de către N.T. Rama Rao.
Liderul partidului este N. Chandrababu Naidu.
Organizația de tineret a partidului se numește Telugu Yuvatha.
La alegerile parlamentare din anul 2004, partidul a obținut 11 844 811 de voturi (3.0 %, 5 locuri).